# インドサイ属
インドサイ属 (Rhinoceros) は、一角のサイが含まれる属である。1758年にカール・フォン・リンネが分類した。インドサイとジャワサイの2つの種を含む。どちらの種も絶滅危惧種であるが、特にジャワサイはジャワ島にわずか60頭が生息するのみで、大型哺乳類としては最も絶滅に近い種の1つである。'rhinoceros'という言葉は、ギリシャ語で「鼻の角」を意味する言葉に由来する。

## 分類
- インドサイ (R. unicornis Linnaeus, 1758[1]) - インド亜大陸に生息。
- ジャワサイ (R. sondaicus Desmarest, 1822[2]) - 東南アジアに生息。
- †R. sivalensis Falconer and Cautley, 1846 - 鮮新世から前期更新世にインド亜大陸北部（シワリク丘陵）に生息した。
- †R. platyrhinus Falconer and Cautley, 1847 - 前期更新世から前期チバニアンにインド亜大陸シワリク丘陵に生息した。属で最も大きな種[3]。
- †R. sinensis Owen, 1870[4] - 更新世の中国のサイ化石に加え、スマトラサイ属やステファノリヌス属の様々な種のサイを含むとしてゴミ箱分類群[5]として使用される[6]が、R. sinensisとされる化石が別種の可能性もある[3]。

前期チバニアンのフィリピンに生息した"Rhinoceros" philippinensisや前期チバニアンの台湾に生息した"Rhinoceros" sinensis hayasakaiは、インドサイ属に近縁のネソリヌス属に移された。一方、前期更新世の中国南部に生息したRhinoceros fusuiensis Yan et al. 2014はスマトラサイ属に移された。

## 語源
Rhinocerosという語は、古代ギリシャ語で鼻を意味する ῥίς (rhis)と動物の角を意味するκέρας (keras)を組み合わせて作られた言葉である。